# Greatest Hits (album của Westlife)
Greatest Hits là album tập hợp những bài hát hay nhất thứ hai và cũng là album cuối cùng của ban nhạc nam người Ireland Westlife. Nó được phát hành ngày 18 tháng 11 năm 2011 bởi Hãng thu âm RCA và Sony Music. Greatest Hits là album tập hợp những tác phẩm hay nhất thứ hai của nhóm tiếp sau Unbreakable - The Greatest Hits Vol. 1 (2002). Đây là album đầu tiên của nhóm không được phát hành bởi hãng Syco Music và không dưới sự giám sát của Simon Cowell, bởi nhóm đã rời khỏi Syco và Cowell vào tháng 3 năm 2011. Album tổng hợp này bao gồm nhiều đĩa đơn trải dài suốt sự nghiệp của nhóm, cũng như bốn bài hát mới được sản xuất bởi John Shanks, bao gồm đĩa đơn mở đầu "Lighthouse", ra mắt ngày 14 tháng 11 năm 2011, và "Beautiful World", đĩa đơn thứ hai của album, ra mắt ngày 15 tháng 12 năm 2011. Album được phát hành dưới hai định dạng, một phiên bản tiêu chuẩn chứa mười tám bài hát của album, và một phiên bản mở rộng chất lượng cao, chứa một vài đĩa đơn khác trong lịch sử hoạt động của nhóm, cùng với một DVD chứa hầu hết các video âm nhạc của nhóm.
Vào thời điểm ra mắt album, Greatest Hits nhận được những ý kiến trái chiều từ các nhà phê bình âm nhạc, một số khen ngợi cấu trúc của album tổng hợp, trong khi số khác không thích phong cách âm nhạc của nhóm thể hiện trong các bài hát. Album xếp thứ tư trong bảng xếp hạng UK Albums Chart; đó là vị trí thấp nhất một album của Westlife từng đạt được. Album bán được 423.000 bản ở Anh và được xếp vào danh sách một trong những album bán chạy nhất năm 2011. Album cũng đạt vị trí thứ nhất trong bảng xếp hạng Irish Albums Chart, lọt vào top 40 tại New Zealand và Na Uy.

## Danh sách bài hát
- Bản tiêu chuẩn

| STT | Nhan đề                                | Sáng tác                                                 | Album                   | Thời lượng |
| --- | -------------------------------------- | -------------------------------------------------------- | ----------------------- | ---------- |
| 1.  | "Swear It Again" (Radio Edit)          | Wayne Hector, Steve Mac                                  | Westlife                | 4:08       |
| 2.  | "If I Let You Go" (Radio Edit)         | Jörgen Elofsson, David Kreuger, Per Magnusson            | Westlife                | 3:41       |
| 3.  | "Flying Without Wings"                 | Hector, Mac                                              | Westlife                | 3:35       |
| 4.  | "I Have a Dream"                       | Benny Andersson, Björn Ulvaeus                           | Coast to Coast          | 4:13       |
| 5.  | "Against All Odds" (cùng Mariah Carey) | Phil Collins                                             | Coast to Coast          | 3:19       |
| 6.  | "My Love" (Radio Edit)                 | Elofsson, Kreuger, Magnusson, Pelle Nylén                | Coast to Coast          | 3:51       |
| 7.  | "Uptown Girl" (Radio Edit)             | Billy Joel                                               | World of Our Own        | 3:05       |
| 8.  | "Queen of My Heart" (Radio Edit)       | Hector, Mac, John McLaughlin, Steve Robson               | World of Our Own        | 4:18       |
| 9.  | "World of Our Own" (Single Remix)      | Hector, Mac                                              | World of Our Own        | 3:28       |
| 10. | "Mandy"                                | Scott English, Richard Kerr                              | Turnaround              | 3:17       |
| 11. | "You Raise Me Up"                      | Brendan Graham, Rolf Løvland                             | Face to Face            | 4:00       |
| 12. | "Home"                                 | Michael Bublé, Alan Chang, Amy Foster-Gillies            | Back Home               | 3:24       |
| 13. | "What About Now" (2011 Remix)          | Ben Moody, David Hodges, Josh Hartzler                   | Where We Are            | 3:59       |
| 14. | "Safe" (Single Remix)                  | James Grundler, John Shanks                              | Gravity                 | 3:52       |
| 15. | "Lighthouse"                           | Gary Barlow, Shanks                                      | Chưa phát hành trước đó | 4:23       |
| 16. | "Beautiful World"                      | Ruth-Anne Cunningham, Mark Feehily, Shanks               | Chưa phát hành trước đó | 4:02       |
| 17. | "Wide Open"                            | Grundler, Shanks                                         | Chưa phát hành trước đó | 3:41       |
| 18. | "Last Mile of the Way"                 | Nicky Byrne, Shane Filan, Dimitri Ehrlich, Coyle Girelli | Chưa phát hành trước đó | 3:49       |

| Bonus track tại Nhật | Bonus track tại Nhật | Bonus track tại Nhật                                        | Bonus track tại Nhật    | Bonus track tại Nhật |
| STT                  | Nhan đề              | Sáng tác                                                    | Nhà sản xuất            | Thời lượng           |
| -------------------- | -------------------- | ----------------------------------------------------------- | ----------------------- | -------------------- |
| 19.                  | "Over and Out"       | Ben Earle, Craigie Dodds, John Shanks, Ruth-Anne Cunningham | Chưa phát hành trước đó | 3:24                 |

| Đĩa bonus bản chất lượng cao | Đĩa bonus bản chất lượng cao                                                              | Đĩa bonus bản chất lượng cao                              | Đĩa bonus bản chất lượng cao           | Đĩa bonus bản chất lượng cao |
| STT                          | Nhan đề                                                                                   | Sáng tác                                                  | Album                                  | Thời lượng                   |
| ---------------------------- | ----------------------------------------------------------------------------------------- | --------------------------------------------------------- | -------------------------------------- | ---------------------------- |
| 1.                           | "Seasons in the Sun"                                                                      | Jacques Brel, Rod McKuen                                  | Westlife                               | 4:06                         |
| 2.                           | "Fool Again"                                                                              | Jörgen Elofsson, David Kreuger, Per Magnusson             | Westlife                               | 3:53                         |
| 3.                           | "What Makes a Man"                                                                        | Wayne Hector, Steve Mac                                   | Coast to Coast                         | 3:51                         |
| 4.                           | "When You're Looking Like That" (Single Remix)                                            | Max Martin, Andreas Carlsson, Rami Yacoub                 | World of Our Own                       | 3:52                         |
| 5.                           | "Bop Bop Baby" (Single Remix)                                                             | Shane Filan, Brian McFadden, Chris O'Brien, Graham Murphy | World of Our Own                       | 4:27                         |
| 6.                           | "Unbreakable" (Single Remix)                                                              | Elofsson, John Reid                                       | Unbreakable - The Greatest Hits Vol. 1 | 4:32                         |
| 7.                           | "Hey Whatever"                                                                            | Hector, Mac, Ken Papenfus, Carl Papenfus                  | Turnaround                             | 3:26                         |
| 8.                           | "Obvious"                                                                                 | Carlsson, Pilot, Savan Kotecha                            | Turnaround                             | 3:29                         |
| 9.                           | "When You Tell Me that You Love Me" (cùng Diana Ross)                                     | John Bettis, Albert Hammond                               | Face to Face                           | 3:55                         |
| 10.                          | "Amazing"                                                                                 | Kotecha, Kristian Lundin, Pilot, Jake Schulze             | Face to Face                           | 2:49                         |
| 11.                          | "The Rose"                                                                                | Amanda McBroom                                            | The Love Album                         | 3:38                         |
| 12.                          | "Us Against the World"                                                                    | Arnthor Birgisson, Kotecha, Yacoub                        | Back Home                              | 3:59                         |
| 13.                          | "What About Now" (Live from The O2)                                                       | Ben Moody, David Hodges, Josh Hartzler                    | Where We Are Tour: Live from The O2    | 4:15                         |
| 14.                          | "Uptown Girl" (Live from The O2)                                                          | Billy Joel                                                | Where We Are Tour: Live from The O2    | 3:59                         |
| 15.                          | "Mandy" (Live from The O2)                                                                | Scott English, Richard Kerr                               | Where We Are Tour: Live from The O2    | 3:50                         |
| 16.                          | "Home" (Live from The O2)                                                                 | Michael Bublé, Alan Chang, Amy Foster-Gillies             | Where We Are Tour: Live from The O2    | 3:41                         |
| 17.                          | "Flying Without Wings" (Recorded Live At BBC Proms In the Park 2011)                      | Hector, Mac                                               | Chưa phát hành trước đó                | 4:29                         |
| 18.                          | "You Raise Me Up" (Thu âm trực tiếp tại BBC Proms in the Park 2011 cùng Fionnuala Sherry) | Brendan Graham, Rolf Løvland                              | Chưa phát hành trước đó                | 4:51                         |

| DVD bonus bản chất lượng cao | DVD bonus bản chất lượng cao                          | DVD bonus bản chất lượng cao                              | DVD bonus bản chất lượng cao   | DVD bonus bản chất lượng cao |
| STT                          | Nhan đề                                               | Sáng tác                                                  | Nhà sản xuất                   | Thời lượng                   |
| ---------------------------- | ----------------------------------------------------- | --------------------------------------------------------- | ------------------------------ | ---------------------------- |
| 1.                           | "Swear It Again"                                      | Wayne Hector, Steve Mac                                   | Steve Mac                      | 4:07                         |
| 2.                           | "If I Let You Go"                                     | Jörgen Elofsson, David Kreuger, Per Magnusson             | David Kreuger, Per Magnusson   | 3:39                         |
| 3.                           | "Flying Without Wings"                                | Hector, Mac                                               | Mac                            | 3:46                         |
| 4.                           | "I Have a Dream"                                      | Benny Andersson, Björn Ulvaeus                            | Pete Waterman, David Foster    | 4:20                         |
| 5.                           | "Seasons in the Sun"                                  | Jacques Brel, Rod McKuen                                  | David Foster                   | 4:01                         |
| 6.                           | "Fool Again"                                          | Jörgen Elofsson, David Kreuger, Per Magnusson             | David Kreuger, Per Magnusson   | 4:20                         |
| 7.                           | "Against All Odds" (cùng Mariah Carey)                | Phil Collins                                              | Mariah Carey, Steve Mac        | 3:20                         |
| 8.                           | "My Love"                                             | Elofsson, Kreuger, Magnusson, Pelle Nylén                 | David Kreuger, Per Magnusson   | 4:14                         |
| 9.                           | "What Makes a Man"                                    | Wayne Hector, Steve Mac                                   | Steve Mac                      | 3:49                         |
| 10.                          | "I Lay My Love on You"                                | Jörgen Elofsson, Per Magnusson, David Kreuger             | Per Magnusson, David Kreuger   | 3:29                         |
| 11.                          | "Uptown Girl"                                         | Billy Joel                                                | Mac                            | 4:11                         |
| 12.                          | "When You're Looking Like That"                       | Max Martin, Andreas Carlsson, Rami Yacoub                 | Rami Yacoub                    | 4:00                         |
| 13.                          | "Queen of My Heart"                                   | Hector, Mac, John McLaughlin, Steve Robson                | Mac                            | 4:28                         |
| 14.                          | "World of Our Own"                                    | Hector, Mac                                               | Mac                            | 3:38                         |
| 15.                          | "Bop Bop Baby"                                        | Shane Filan, Brian McFadden, Chris O'Brien, Graham Murphy | Mac                            | 4:58                         |
| 16.                          | "Unbreakable"                                         | Elofsson, John Reid                                       | Mac                            | 4:33                         |
| 17.                          | "Tonight"                                             | Steve Mac, Wayne Hector, Jorgen Elofsson                  | Steve Mac                      | 4:31                         |
| 18.                          | "Miss You Nights"                                     | Dave Townsend                                             | Steve Mac                      | 3:12                         |
| 19.                          | "Hey Whatever"                                        | Hector, Mac, Ken Papenfus, Carl Papenfus                  | Mac                            | 3:35                         |
| 20.                          | "Mandy"                                               | Scott English, Richard Kerr                               | Mac                            | 3:17                         |
| 21.                          | "Obvious"                                             | Carlsson, Pilot, Savan Kotecha                            | Quiz & Larossi                 | 3:28                         |
| 22.                          | "Ain't That a Kick in the Head"                       | Sammy Cahn, Jimmy Van Heusen                              | Mac                            | 2:26                         |
| 23.                          | "Smile"                                               | Charles Chaplin, Geoffrey Parsons, John Turner            | Mac                            | 2:49                         |
| 24.                          | "Angel"                                               | Sarah McLachlan                                           | Mac                            | 4:22                         |
| 25.                          | "You Raise Me Up"                                     | Brendan Graham, Rolf Løvland                              | Mac                            | 4:00                         |
| 26.                          | "When You Tell Me that You Love Me" (cùng Diana Ross) | John Bettis, Albert Hammond                               | Andreas Romdhane               | 4:00                         |
| 27.                          | "Amazing"                                             | Kotecha, Kristian Lundin, Pilot, Jake Schulze             | Carl Falk                      | 2:55                         |
| 28.                          | "The Rose"                                            | Amanda McBroom                                            | Quiz & Larossi                 | 3:32                         |
| 29.                          | "Home"                                                | Michael Bublé, Alan Chang, Amy Foster-Gillies             | Mac                            | 3:29                         |
| 30.                          | "Us Against the World"                                | Arnthor Birgisson, Kotecha, Yacoub                        | Arnthor Birgisson              | 3:57                         |
| 31.                          | "Something Right"                                     | Arnthor Birgisson, Rami Yacoub, Savan Kotecha             | Arnthor Birgisson, Rami Yacoub | 3:14                         |
| 32.                          | "What About Now"                                      | Ben Moody, David Hodges, Josh Hartzler                    | Steve Robson                   | 4:10                         |
| 33.                          | "Safe"                                                | James Grundler, John Shanks                               | John Shanks                    | 3:50                         |
| 34.                          | "Swear It Again" (Phiên bản U.S.)                     | Wayne Hector, Steve Mac                                   | Steve Mac                      | 4:10                         |
| 35.                          | "World of Our Own" (Phiên bản U.S.)                   | Hector, Mac                                               | Mac                            | 3:34                         |

## Xếp hạng và chứng nhận
| Bảng xếp hạng (2011)     | Vị trí cao nhất |
| ------------------------ | --------------- |
| Dutch Albums Chart       | 64              |
| German Albums Chart      | 75              |
| Irish Albums Chart       | 1               |
| Japanese Albums Chart    | 75              |
| New Zealand Albums Chart | 17              |
| Norwegian Albums Chart   | 31              |
| Swedish Albums Chart     | 46              |
| Swiss Albums Chart       | 96              |
| UK Albums Chart          | 4               |

| Quốc gia       | Chứng nhận  | Số đơn vị/doanh số chứng nhận |
| -------------- | ----------- | ----------------------------- |
| Ireland (IRMA) | 3× Bạch kim | 45.000^                       |
| Anh Quốc (BPI) | Bạch kim    | 300.000^                      |
|                |             |                               |